# Kościół Wszystkich Świętych w Nowym Browińcu
Kościół Wszystkich Świętych w Nowym Browińcu – rzymskokatolicki kościół parafialny w Nowym Browińcu, należący do parafii Wszystkich Świętych w Nowym Browińcu, w dekanacie Głogówek, diecezji opolskiej.

## Historia
Kościół w Nowym Browińcu istniał już w XV wieku, co poświadcza rejestr świętopietrza z 1447. Od 1580 prawo patronatu przysługiwało hrabiom Oppersdorffom. Od 1631 parafią zarządzała kapituła kolegiacka w Głogówku.
Budowa obecnego kościoła trwała w latach 1845–1848.